# 第27回全日本大学野球選手権大会
第27回全日本大学野球選手権大会（だい27かいぜんにっぽんだいがくやきゅうせんしゅけんたいかい）は、1978年（昭和53年）6月3日から6月8日まで明治神宮野球場で開催された全日本大学野球選手権大会である。

## 代表校
| 連盟                   | 代表校         | 出場回数 |
| ---------------------- | -------------- | -------- |
| 北海道地区大学野球連盟 | 函館大学       | 初出場   |
| 西部地区大学野球連盟   | 岡山大学       | 6回目    |
| 東部地区大学野球連盟   | 千葉工業大学   | 4回目    |
| 北部地区大学野球連盟   | 東北学院大学   | 17回目   |
| 愛知大学野球連盟       | 名古屋学院大学 | 初出場   |
| 東都大学野球連盟       | 専修大学       | 6回目    |
| 九州地区大学野球連盟   | 九州産業大学   | 4回目    |
| 神奈川六大学野球連盟   | 神奈川大学     | 13回目   |
| 九州六大学野球連盟     | 八幡大学       | 9回目    |
| 関西大学野球連合       | 立命館大学     | 5回目    |
| 広島六大学野球連盟     | 近畿大学工学部 | 5回目    |
| 中部地区大学野球連盟   | 福井工業大学   | 9回目    |
| 首都大学野球連盟       | 東海大学       | 9回目    |
| 東京六大学野球連盟     | 明治大学       | 6回目    |
| 東京新大学野球連盟     | 高千穂商科大学 | 2回目    |

## 組み合わせ・試合結果
- 組み合わせ
- 試合結果